# Borówno-Folwark
Borówno-Folwark – osada w Polsce położona w województwie pomorskim, w powiecie człuchowskim, w gminie Debrzno.
W latach 1975–1998 miejscowość administracyjnie należała do województwa słupskiego.